# Dreschmaschine

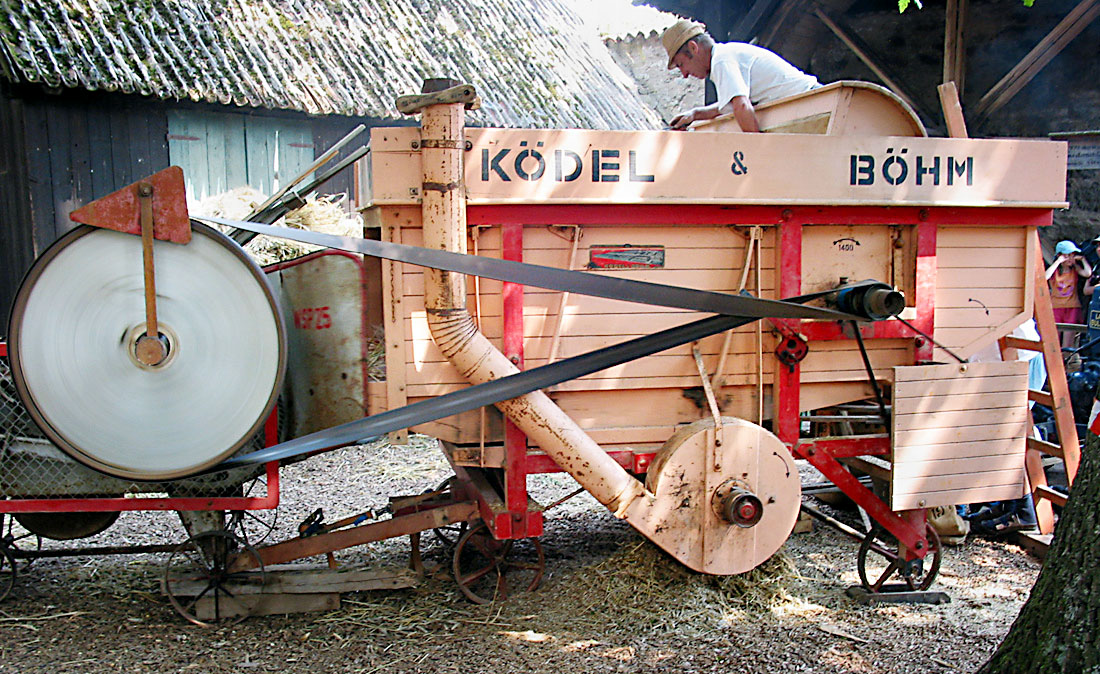
Dreschmaschine von Ködel & Böhm in Dinkelsbühl

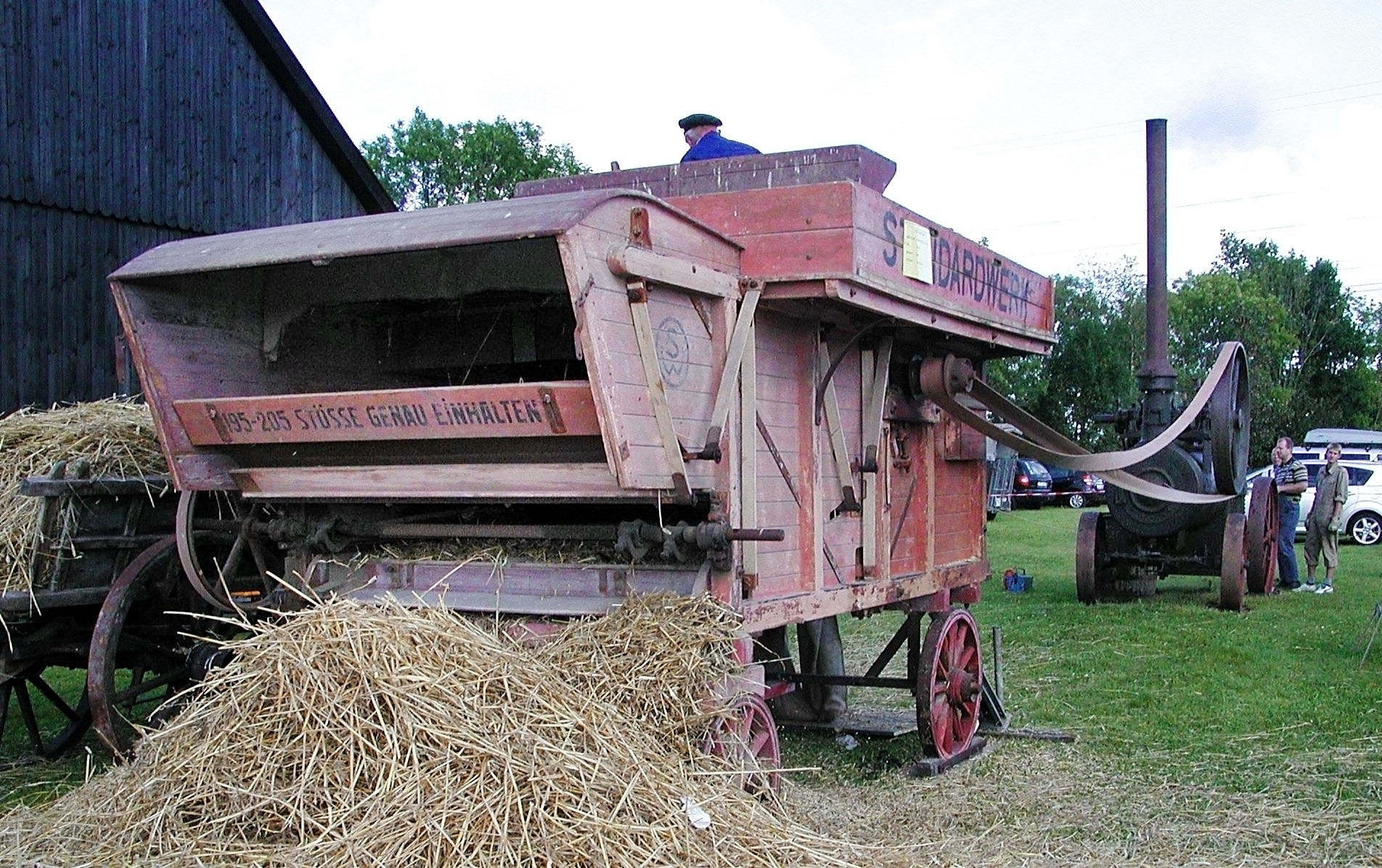
Dreschmaschine der Standardwerk Wilhelm Schulze KG, angetrieben von einer Lanz-Lokomobile aus dem Jahr 1911

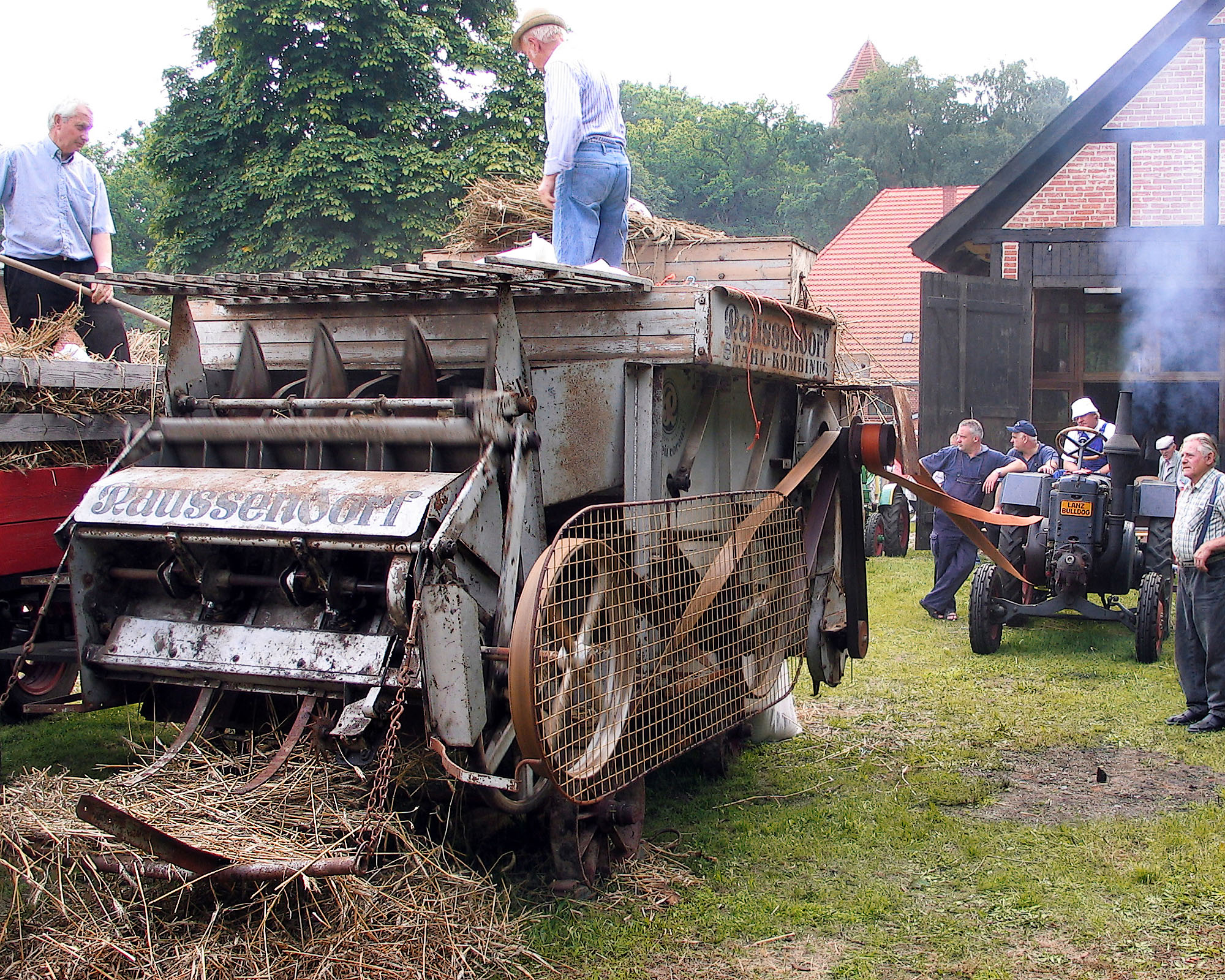
Dreschmaschine der Firma Raussendorf in Kuchelmiß

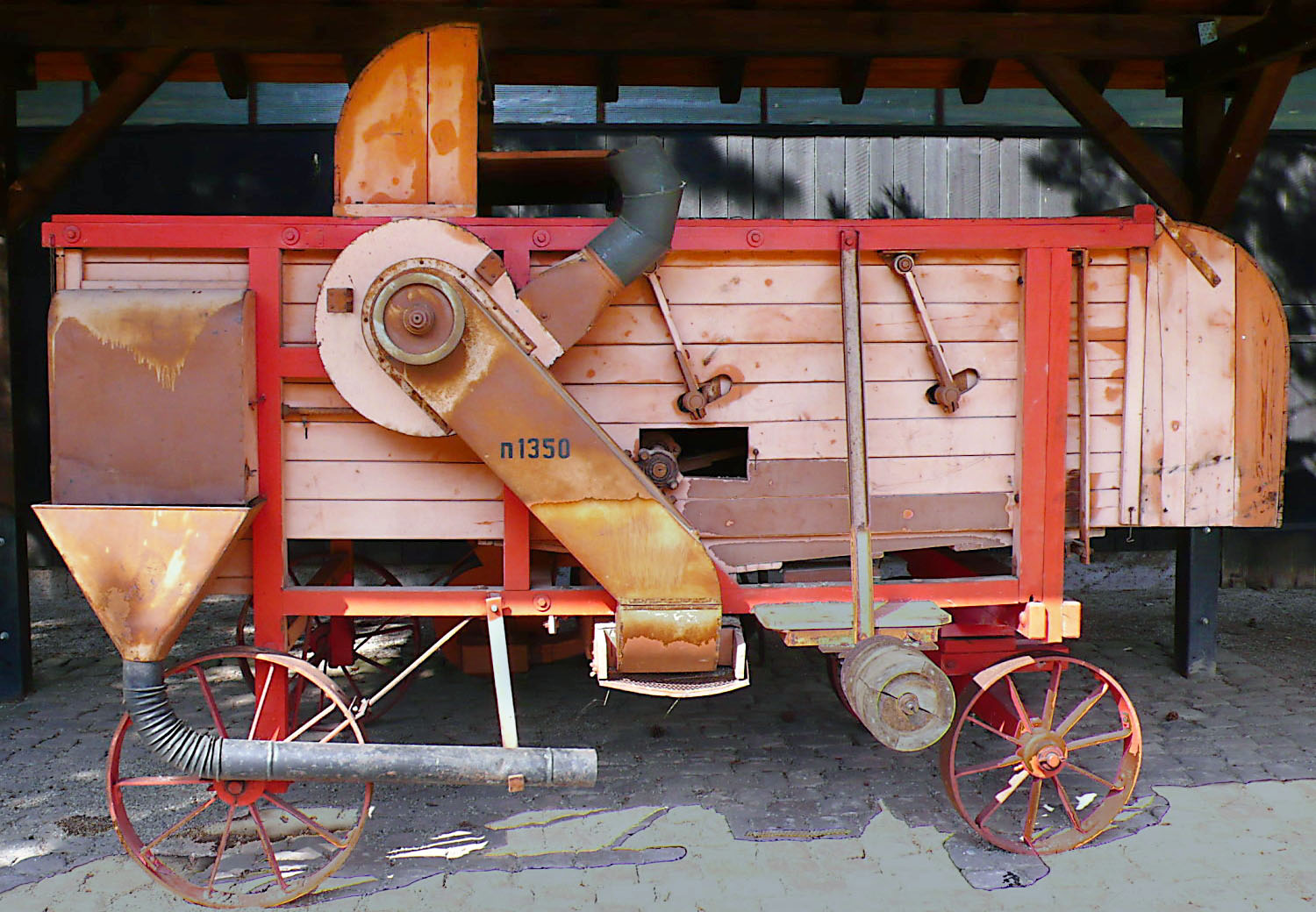
Dreschmaschine in Elgersweier

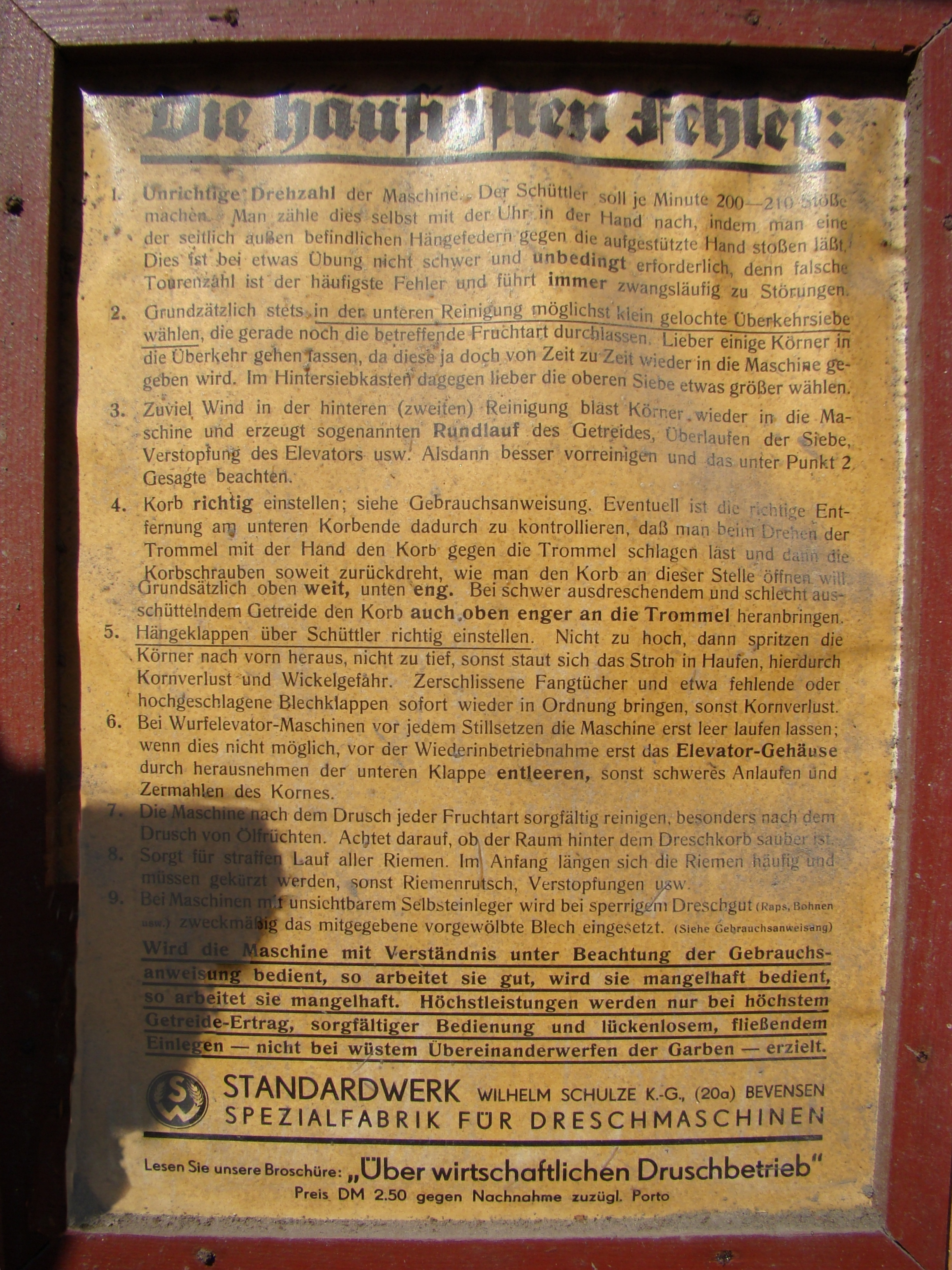
Gebrauchsanweisung für eine Dreschmaschine

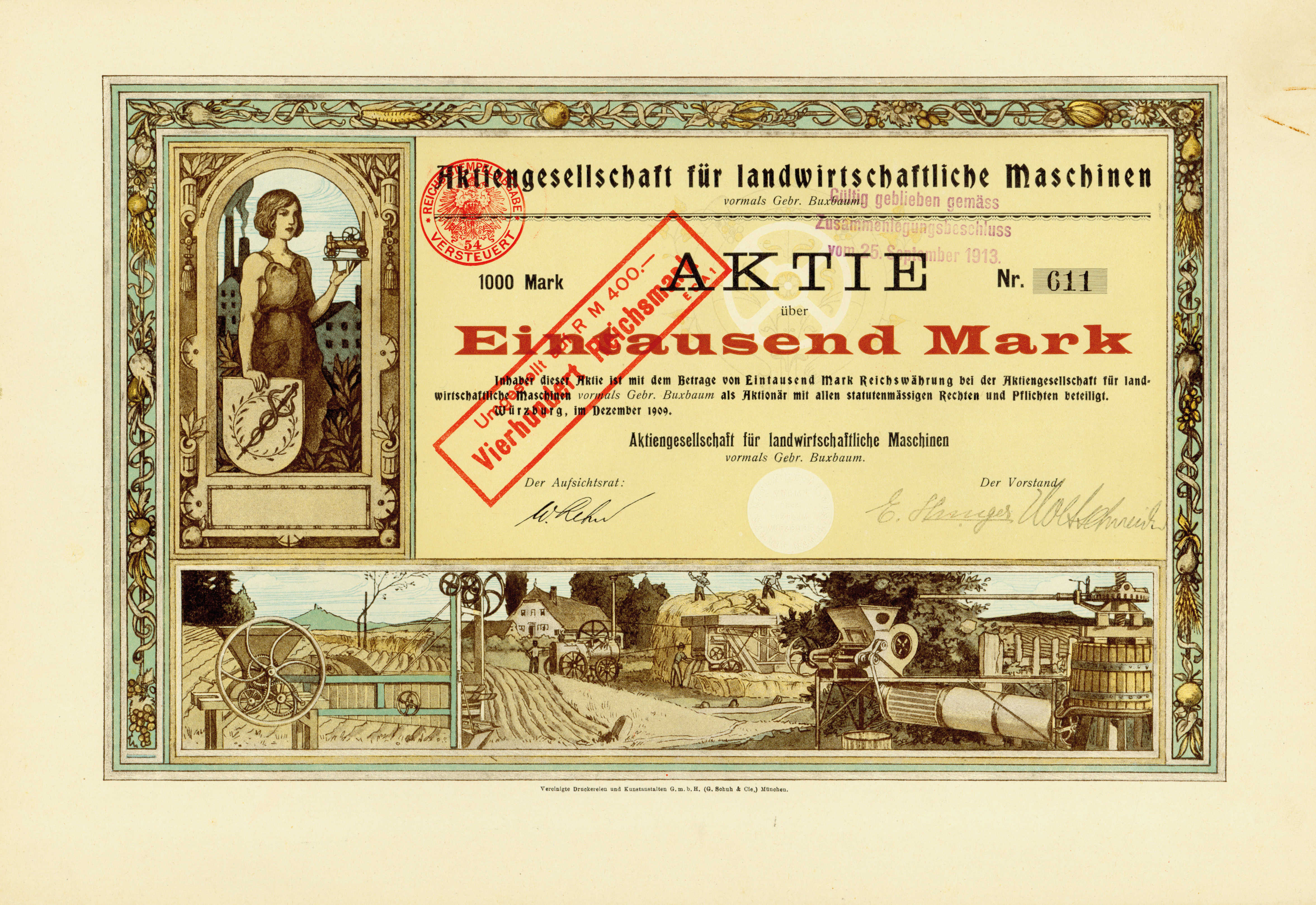
Darstellung einer Lokomobile mit einer Dreschmaschine auf einer Aktie der AG für landwirtschaftliche Maschinen vormals Gebr. Buxbaum vom Dezember 1909

Eine Dreschmaschine, auch Dreschkasten genannt, ist ein landwirtschaftliches Gerät zum Dreschen von Körnerfrüchten, insbesondere von Getreide. Dreschmaschinen sind heute im professionellen Bereich nicht mehr im Einsatz, sie wurden in Deutschland in den 1950er bis 1960er Jahren durch Mähdrescher verdrängt. Es gab stationäre und fahrbare Dreschmaschinen. Angetrieben wurden die Dreschmaschinen zunächst über Pferdegöpel oder Dampfmaschinen, später meist durch Elektromotoren, stationäre Verbrennungsmotoren oder Traktoren. Es gab aber auch kleine Dreschmaschinen für den Handbetrieb.

## Geschichte
- 1786: Der schottische Maschinenbauingenieur Andrew Meikle baut die erste brauchbare Dreschmaschine (Schlagleistendrescher), möglicherweise auf der Basis früherer Entwürfe.

- 1797: Der Pfarrer Benjamin Georg Peßler entwickelt in Wedtlenstedt bei Braunschweig eine mechanische Dreschmaschine.[1]

- 1831: Der Amerikaner Samuel Turner erfindet den Stiftendrescher.

- 1834: Die amerikanischen Brüder Pitt bauen erstmals eine Maschine, in der Drusch und Körnerreinigung stattfinden.

- 1851: Die Weltausstellung in London zeigt die neuen „Ackerwerkzeuge“, darunter die neuen Dampfdreschmaschinen, die seitdem in Deutschland Eingang fanden.

Das hat zur Folge, dass der Getreidedrusch in wenigen Wochen erledigt werden kann. Zuvor wurde die Getreideernte zumeist in Tagelohn mit dem Dreschflegel ausgedroschen, was etwa 30 Wochen von Ende September bis Anfang Mai dauerte. Die Tagelöhner bekamen vom Drusch einen Teil des ausgedroschenen Korns und hatten eine Dauerbeschäftigung durch den Winter. Es wurden auch Dreschschlitten verwendet. Mit Einführung der Dreschmaschine wurden die Tagelöhner winterarbeitslos oder unterbeschäftigt und mussten sich für andere Arbeit zu einem möglicherweise geringeren Lohn verdingen.
- 1929 wird die von der Heinrich Lanz AG hergestellte Stahl-Lanz präsentiert: die erste Dreschmaschine in Ganzstahlbauweise.

Ein Problem in der Entwicklung der Dreschmaschine war anfangs die zur einwandfreien Arbeit notwendige hohe Drehzahl der Dreschwalze/-trommel, da man sich bis etwa 1850 scheute, über die kritische Drehzahl der Trommel hinauszugehen, bei der Eigenschwingungen auftreten. Für eine einwandfreie Drescharbeit sind Trommeldrehzahlen von ca. 1000/min notwendig.
In Deutschland hatten Dreschmaschinen in der ersten Hälfte des 20. Jahrhunderts ihre größte Verbreitung. Es gab in Deutschland rund 650.000 Dreschmaschinen. Verbreitet zogen nach der Getreideernte im Herbst und bis in den Winter hinein Lohnunternehmer mit Lokomobilen oder Zugmaschinen (die dann auch als Antrieb verwendet wurden) und Dreschmaschinen von Dorf zu Dorf, um bei den Landwirten das Getreide zu dreschen. Alternativ wurden in Süddeutschland die Dreschmaschinen von Bauern eines Ortes als Dreschgenossenschaft gemeinsam angeschafft. In zahlreichen Fällen wurden Dreschhallen gebaut oder die Dreschmaschine in einem Wirtschaftsgebäude aufgestellt, um wetterunabhängig dreschen zu können.

## Arbeitsweise
Die Ähren, Schoten, Kapseln usw. werden zwischen einer schnelllaufenden Trommel und einem feststehenden, die Trommel teilweise umschließenden Korb durch Schlag oder Reibung entkörnt.
Man unterscheidet zwischen Schlagleistendrescher und Stiftendrescher:
Bei Schlagleistendreschern ist der Trommelumfang längsseits mit gerippten Leisten und der Korb mit glatten, scharfkantigen Leisten versehen. Das Korn wird durch die Leisten auf der Dreschtrommel aus den Ähren geschlagen. Da die Garben parallel zur Trommel eingelegt werden, bezeichnet man den Schlagleistendrescher auch als Breitdrescher. Diese Technik wird noch bei den heutigen Mähdreschern angewendet.
Bei Stiftendreschern laufen die Stifte der Trommel zwischen den Stiften des Korbs. Der Abstand des Korbs ist dabei regelbar. Der Stiftendrescher arbeitete zwar effektiver, beschädigt jedoch die Körner mehr. Außerdem wird das Stroh stark geknickt und zerrissen, was eine anderweitige Nutzung desselben außer für Futter- und Einstreuzwecke, etwa in der Papier- und Pappenfabrikation, verhindert. Da die Garben im rechten Winkel der Trommel zugeführt werden, bezeichnet man den Stiftendrescher auch als Langdrescher.
Gemeinsam ist beiden Dreschmaschinenarten, dass durch sogenannte Schüttler, Siebe und Gebläse die Körner von Stroh, Streu und Abfall getrennt werden. Maschinen des 20. Jahrhunderts waren auch mit Strohpresse und Sackheber versehen. Langstroh, Kurzstroh, Sand und Unkraut verließen so auf gesondertem Weg die Dreschmaschine, während die Körner nach Entfernung der Grannen und Reinigung und teilweise auch Sortierung abgesackt wurden.
Für Ölfrüchte, Hülsenfrüchte und Mais wurden auch Sondergeräte gefertigt.
Eine Dorfgemeinschaft bediente sich oft einer einzigen Dreschmaschine, die an den jeweils erntenden Bauern vermietet wurde. Zur Erntezeit war sie dann pausenlos im Einsatz. Für die Beschickung der Dreschmaschine mit Garben, Absacken des Getreides, Abnehmen und Aufladen des ausgedroschenen Strohs etc. waren ca. 10 Personen notwendig. Franz Rehbein beschreibt in Das Leben eines Landarbeiters detailliert die Dreschpraxis mit Dampfdreschmaschine um 1900.

## Galerie

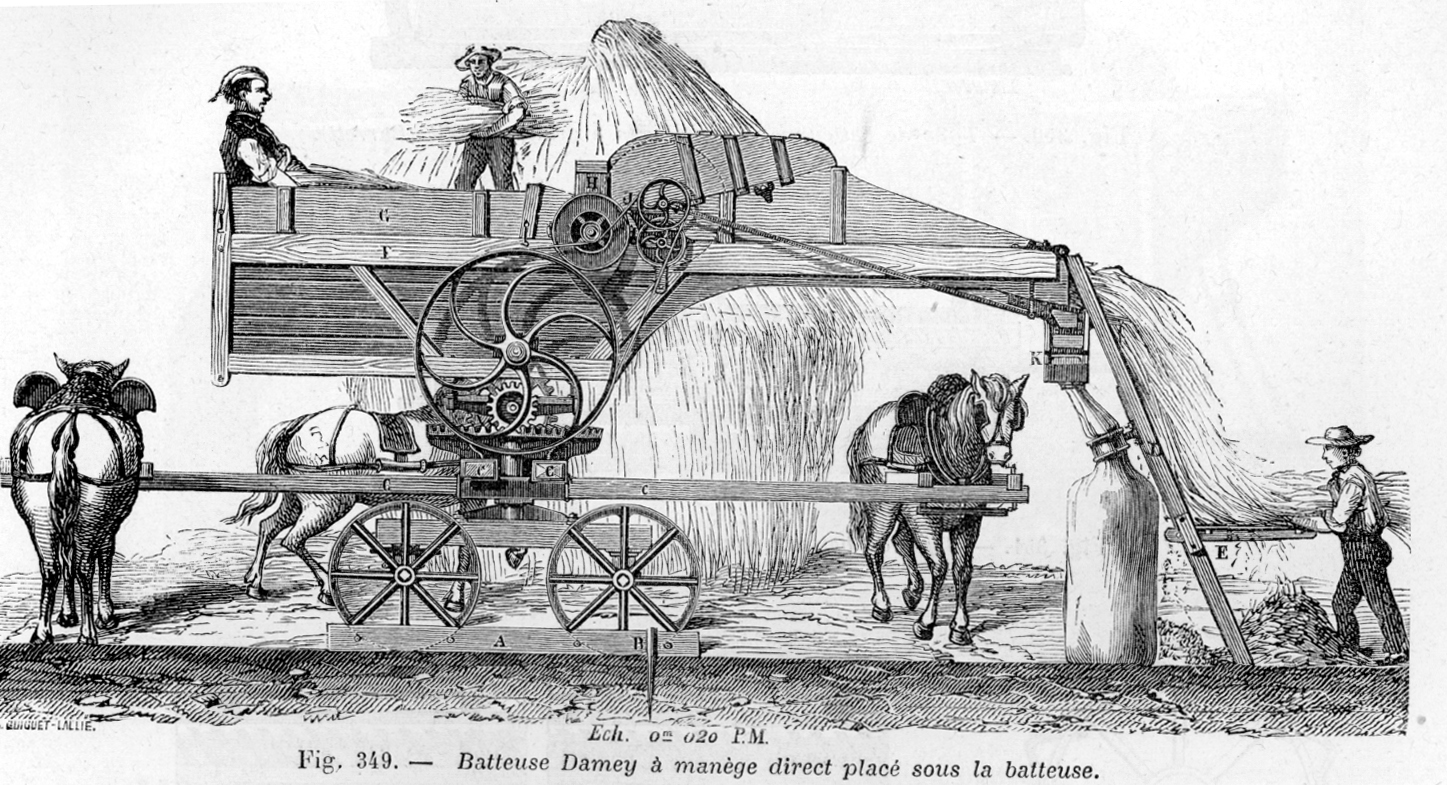
Zeichnung einer Dreschmaschine mit eingebautem Göpel aus einem technischen Lexikon des Jahres 1881
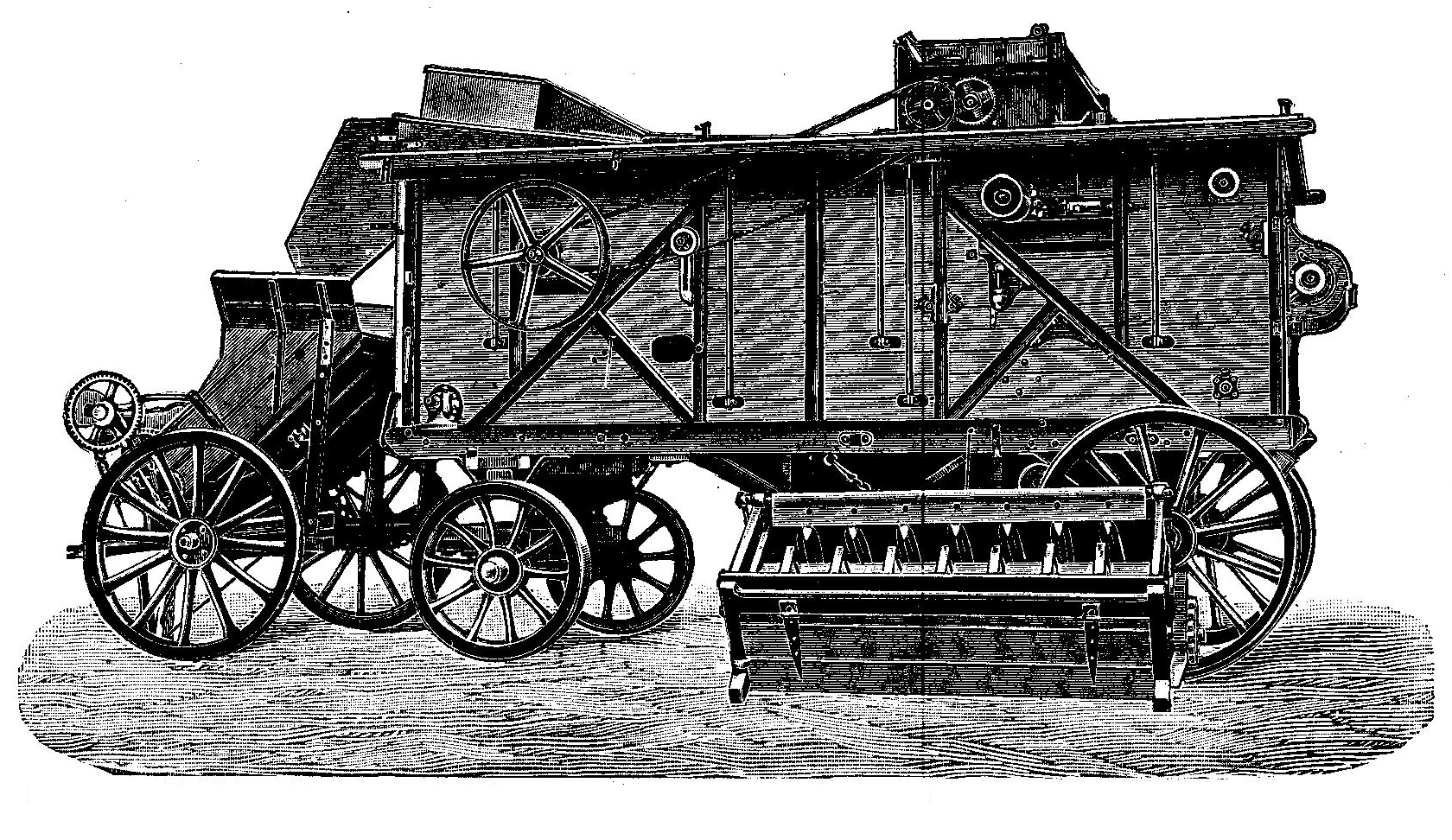
Dreschmaschine mit Selbsteinleger und Strohbindeapparat (1902)
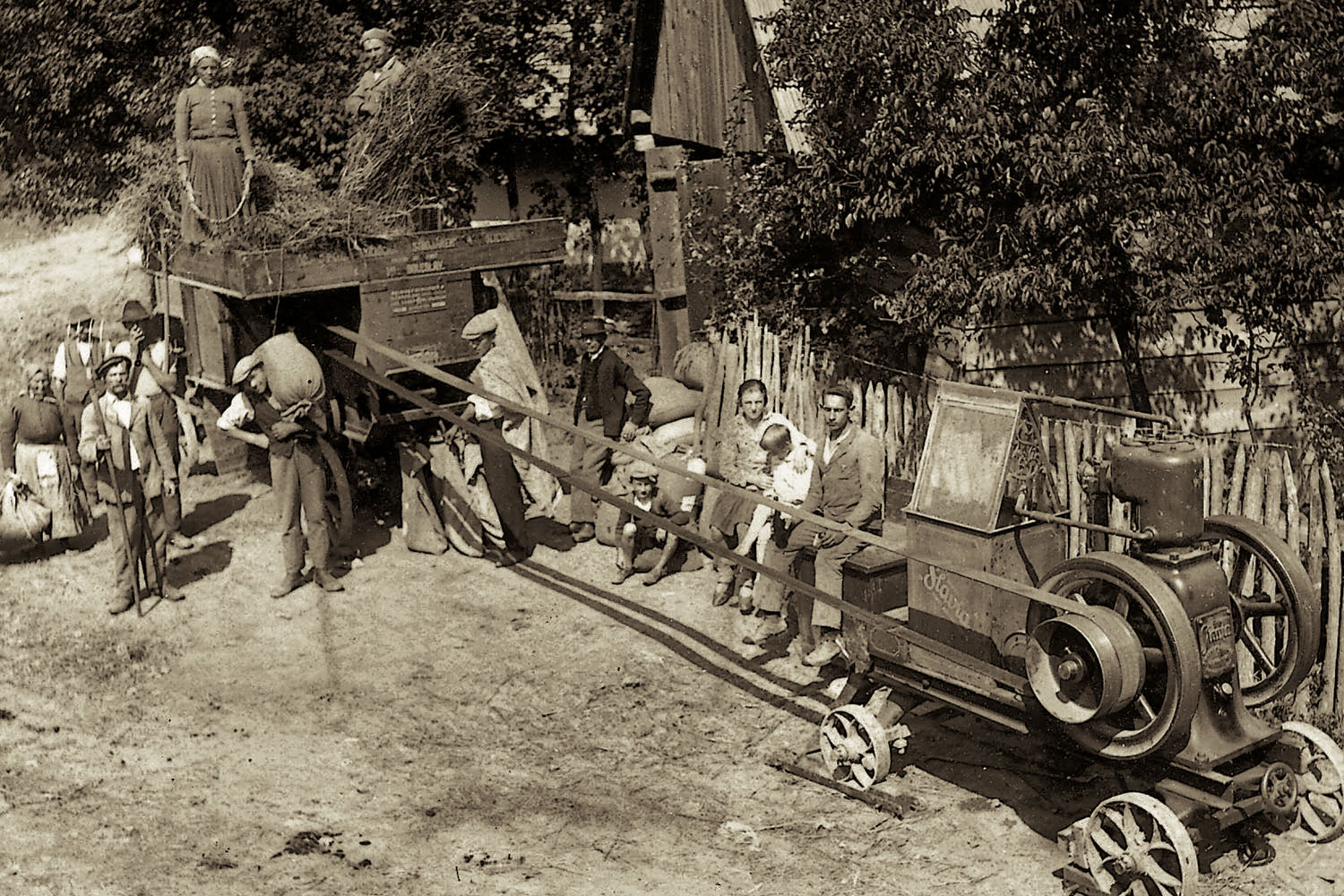
Dreschmaschine in Mladá Boleslav mit 4 PS Slavia Motorantrieb (1932)
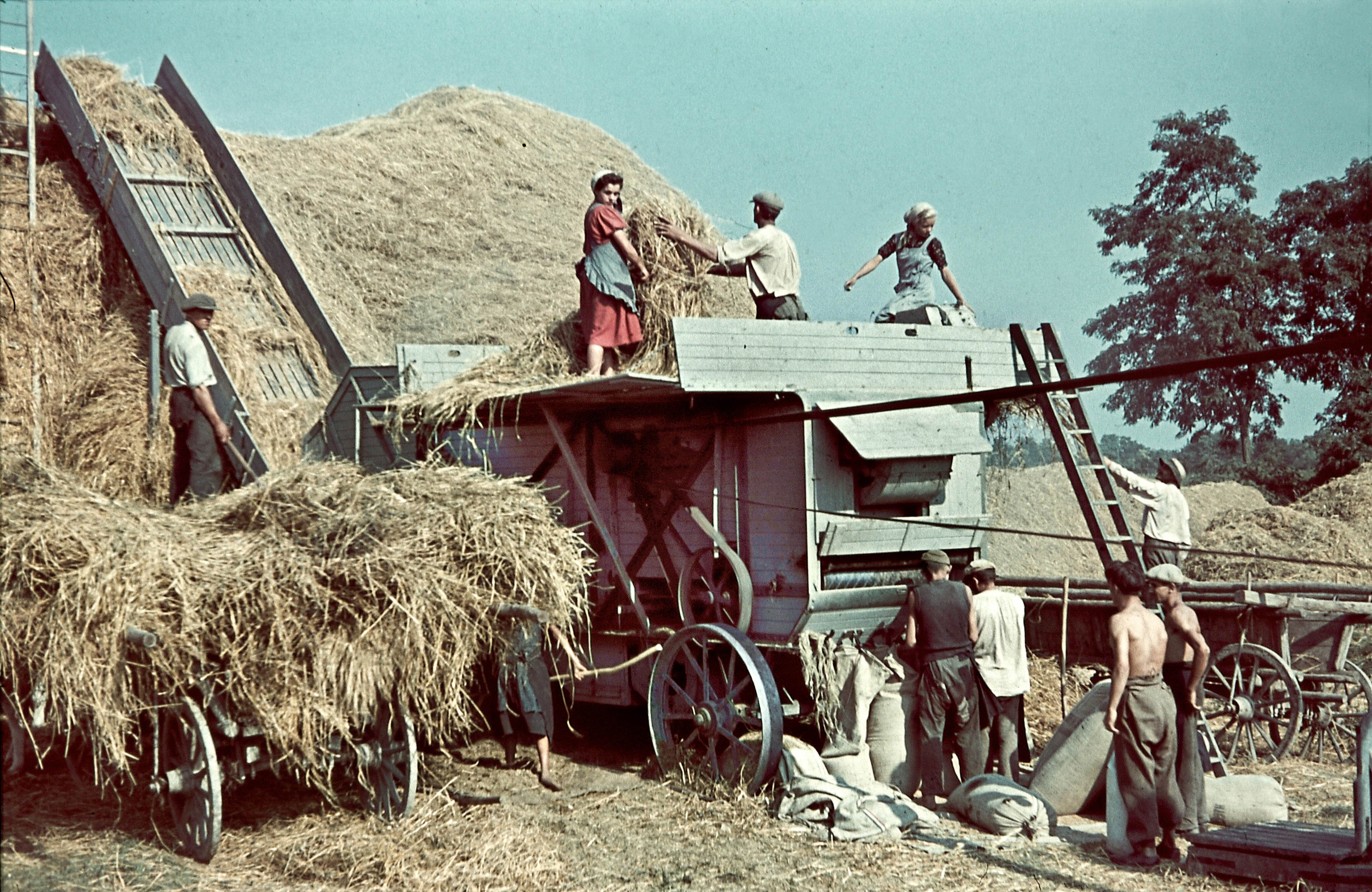
Dreschmaschine in Ungarn (1938)
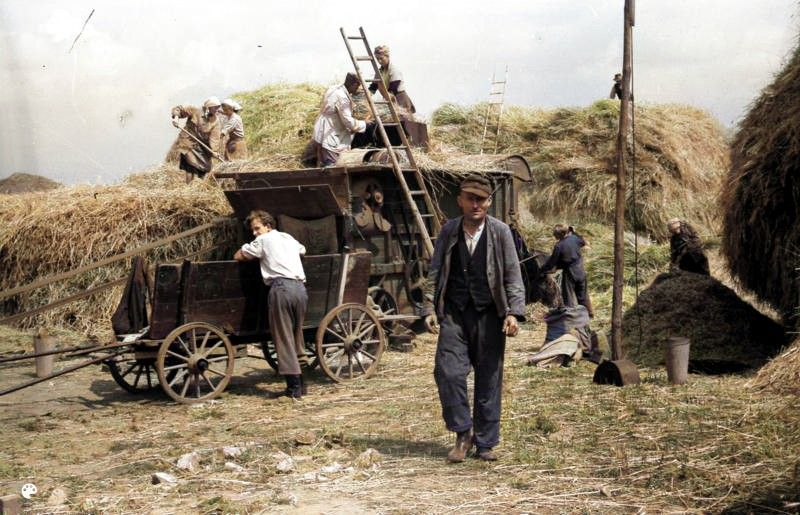
Dreschen in Deutschland (1949)
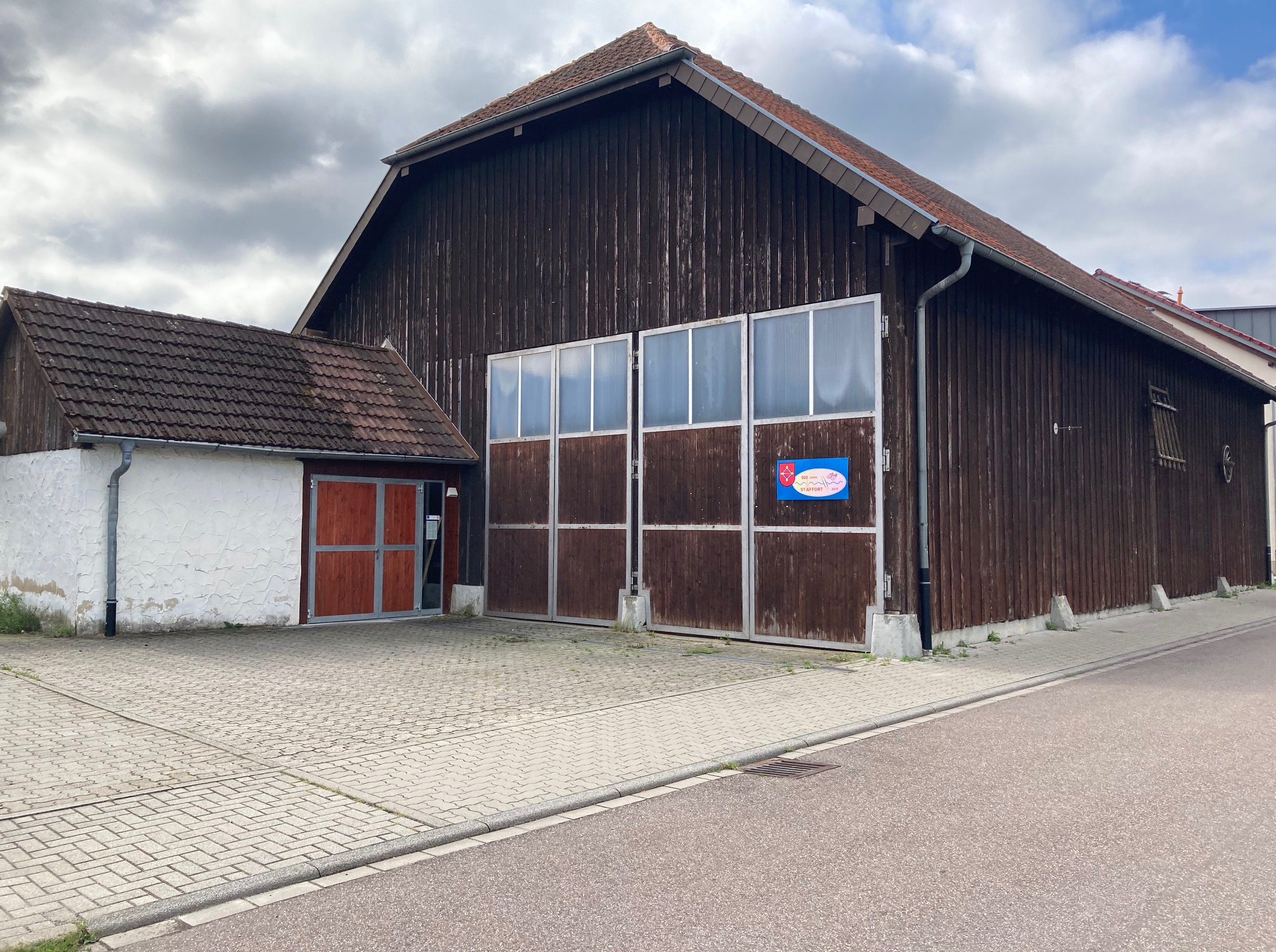
Ehemalige Dreschhalle Staffort zum wetterunabhängigen Drusch (2023)